# Lawrenceburg (Tennessee)
Lawrenceburg település az Amerikai Egyesült Államok Tennessee államában, Lawrence megyében, melynek megyeszékhelye is. Lakosainak száma 11 633 fő (2020. április 1.).

## Népesség
A település népességének változása:

| 2010 | 10 428 |
| 2020 | 11 633 |